# Dasymys foxi
Dasymys foxi és una espècie de mamífer rosegador de la família dels múrids. És endèmic del centre de l'altiplà de Jos (Nigèria), on viu a altituds d'aproximadament 1.220 msnm. El seu hàbitat natural són les zones humides. Es desconeix si hi ha cap amenaça significativa per a la supervivència d'aquesta espècie. L'espècie fou anomenada en honor del reverend George T. Fox, missioner al nord de Nigèria a principis del segle XX.